# 鄭芸
鄭芸（1505年—？），字士馨，號虚亭，福建興化府莆田縣人，明朝政治人物。

## 生平
嘉靖十年（1531年）辛卯科福建鄉試第三十九名，嘉靖十四年（1535年）乙未科進士。十六年由松阳县知县调上虞县，任内修建城墙。十九年十月选授广东道試监察御史，二十年十一月實授。巡视居庸关，二十四年出按山东，继按南粤。取道省亲时，在家中逝世。

## 家族
曾祖鄭傑，曾任教諭；祖父鄭汝貴；父鄭敬威。母李氏。具庆下。弟鄭菔。